# Pedra Bela (ort)
Pedra Bela är en ort i Brasilien.   Den ligger i kommunen Pedra Bela och delstaten São Paulo, i den sydöstra delen av landet, 800 km söder om huvudstaden Brasília. Pedra Bela ligger 1 107 meter över havet och antalet invånare är 5 780.
Terrängen runt Pedra Bela är lite kuperad. Närmaste större samhälle är Extrema, 14,5 km sydost om Pedra Bela.
I omgivningarna runt Pedra Bela växer huvudsakligen savannskog. Runt Pedra Bela är det ganska tätbefolkat, med 90 invånare per kvadratkilometer.